# Overbetuwe
Overbetuwe – gmina w Geldrii w Holandii. Według spisu ludności z 2013 roku gminę zamieszkuje 46 644 osób. Powierzchnia wynosi 115,08 km². Siedzibą gminy jest Elst.

## Miejscowości gminy
Wsie:
- Andelst
- Driel
- Elst
- Hemmen
- Herveld
- Heteren
- Oosterhout
- Randwijk
- Slijk-Ewijk
- Valburg
- Zetten

Przysiółki:
- Aam
- Bredelaar
- Eimeren
- Herveld-Noord
- Herveld-Zuid
- Homoet
- Indoornik
- Keulse Kamp
- Lakemond
- Leedjes
- Lijnden
- Loenen
- Merm
- Raayen
- Reeth
- Snodenhoek
- Wolferen

## Gminy i miasta partnerskie
- Boleszkowice
- Usingen
- Zülpich